# 田沼広之
田沼 広之（たぬま ひろゆき、1973年5月24日 - ）は、日本の元ラグビー選手。

## プロフィール
- 神奈川県出身。
- ポジションはロック。
- 身長 193cm、体重 90kg
- 日本代表キャップは42。
- 7人制日本代表に選ばれたことがある。
- ニックネームは「タヌー」。

## 来歴
湘南学園高校から日本体育大学に進学。4年時に対抗戦グループ優勝を果たす。卒業後リコーに入社。
1996年の韓国戦で初キャップを獲得。日本代表のアジア大会優勝に貢献した。
代表キャップは42を数え、W杯にも1999・2003の2度出場している。
2010年に引退後はリコーのコーチを務めていたが、2015年に退団し、母校である日本体育大学の監督に就任した。

## 出演

### テレビドラマ
- ノーサイド・ゲーム（2019年7月7日 - 、TBSテレビ） - 西荻崇 役[3]